# John Hathorne
Ne doit pas être confondu avec John Hathorn.
John Hathorne, né le 5 août 1641 et mort le 10 mai 1717, fut l'un des juges assesseurs du procès des sorcières de Salem, et plus tard, le seul qui ne regretta pas ses actions. 
Troisième fils du Major William Hathorne et de Anne Smith, John Hathorne était un marchand aisé de la ville de Salem. Il avait été élu juge de paix et juge du comté avant le procès. Il occupa après le procès, en 1696, le poste de commandant en chef contre les indiens. 
Il fut aussi l'arrière-arrière-grand-père de l'écrivain Nathaniel Hawthorne qui modifia légèrement son patronyme pour s'épargner la honte d'être associé à son ancêtre.